# Гангули, Теотониус Амал
Теотониус Амал Гангули (англ. Theotonius Amal Ganguly, 18 февраля 1920 — 2 сентября 1977, Дакка, Бангладеш) — католический прелат, второй архиепископ Дакки с 23 ноября 1967 года по 2 сентября 1977 года. Первый ординарий Дакки из бенгальских католиков. Член монашеской Конгрегации Святого Креста. Слуга Божий.

## Биография
Родился в 1920 году в Хашнабаде, Восточная Бенгалия. С 1937 года обучался в Малой семинарии в Бандуре. С 1940 года — студент Высшей семинарии Святого Альберта в индийском городе Ранчи. 6 июня 1946 года рукоположён в священники в Соборе Пресвятой Девы Марии в Ранчи для служения в епархии Дакки. Рукоположение в священники совершил епископ Ранчи Оскар Севрен. С 1947 года изучал философию в Университете Нотр-Дам, штат Индиана, США. В 1951 году защитил диссертацию по теме «Философская оценка Патанджали — Санкхья — Йоги» на соискание научного звания доктора философских наук, став первым бенгальским христианином, получившим докторскую степень. Будучи на обучении в США, в августе 1951 года вступил в монашескую Конгрегацию Святого Креста. 16 августа 1952 года принёс монашеские обеты.
После возвращения в Дакку преподавал логику и английский язык в Колледже Нотр-Дам в Дакке. С 1954 года — декан факультета, с 1958 года — заместитель директора колледжа и с 1960 года — директор этого же колледжа.
3 сентября 1960 года римский папа Иоанн XXIII назначил его вспомогательным епископом архиепархии Дакки и титулярным епископом Оливы. 7 октября 1960 года состоялось его рукоположение в епископы, которое совершил префект Священной Конгрегации пропаганды веры Григорий-Пётр Агаджанян в сослужении с архиепископом Дакки Лоуренсом Лео Гранером и архиепископом Карачи Иосифом Кордейро. 6 июля 1965 года назначен архиепископом-коадъютором Дакки и титулярным архиепископом Дризипары.
Участвовал в работе II Ватиканского Собора.
23 ноября 1967 года римский папа Павел VI назначил его архиепископом Дакки. С 20 марта 1969 года по декабрь 1970 года — апостольский администратор епархии Кхулны.
Избирался председателем Конференции католических епископов Пакистана (1971—1973) и председателем Конференции католических епископов Бангладеш (1973—1977).
Скоропостижно скончался от сердечного приступа в сентябре 1977 года в Дакке.
Беатификация
2 сентября 2006 года архиепископ Дакки Паулинус Коста объявил в Соборе Непорочного Зачатия Пресвятой Девы Марии о начале епархиального процесса причисления Теотониуса Гангули к лику блаженных.